# Rifugio degli Angeli al Morion
Il rifugio degli Angeli al Morion è un rifugio situato nel comune di Valgrisenche (AO), nella valle omonima, nelle Alpi Graie, a 2.916 m s.l.m.

## Storia

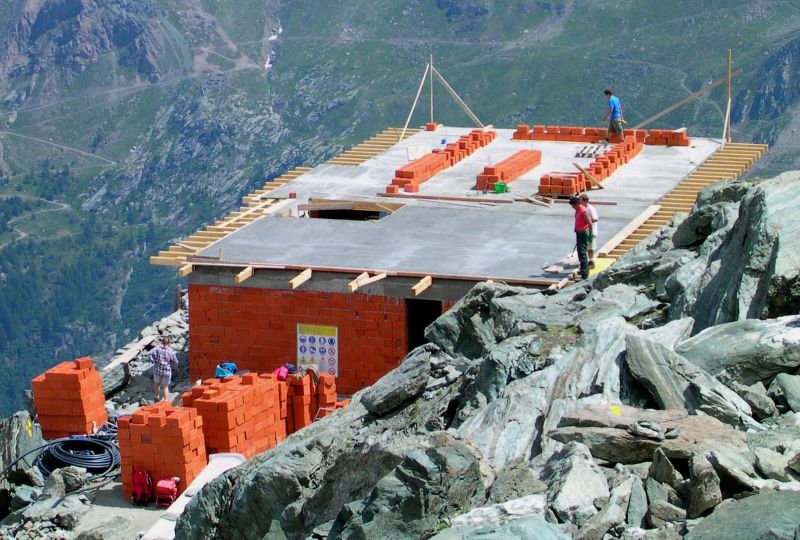
Il rifugio in costruzione nel 2004.

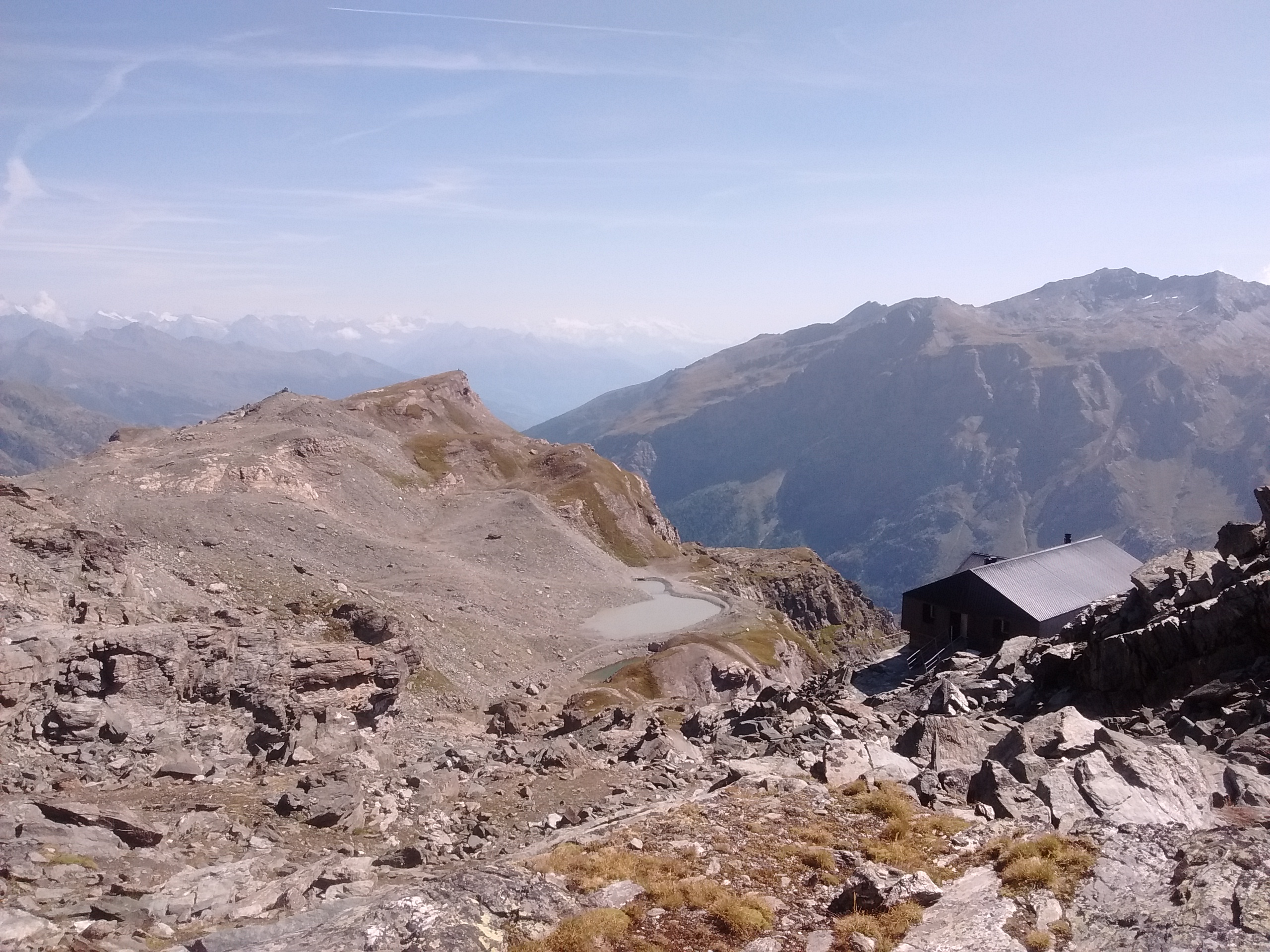

Sul luogo era presente il rifugio Clea Scavarda andato completamente in abbandono dopo l'incendio che lo distrusse all'inizio degli anni novanta
Nel 2003 iniziarono i lavori dei volontari dell'operazione Mato Grosso per la ricostruzione del rifugio con il nuovo nome, completati con l'inaugurazione del 2005.
Ora il rifugio vanta più di 50 posti letto e servizio ristorante.
Tutta la gestione è a cura di volontari ed il ricavato è interamente devoluto alle missioni dell'America Latina, per le quali l'operazione Mato Grosso lavora.

## Caratteristiche e informazioni
Si trova su una cresta ai piedi del ghiacciaio di Morion della Testa del Rutor, in posizione particolarmente aperta e panoramica, con una visuale che spazia dalla Grande Sassière e dal Gran Paradiso al Monte Rosa, al Cervino e al Grand Combin.
Aperto da marzo a maggio, su prenotazione, e da giugno a settembre con apertura continuata.
Ha una capienza di 52 posti letto.

## Accessi[1][2]
- dalla frazione La Béthaz del comune di Valgrisenche, la salita inizia all'altezza di  1656 m.
- dalla frazione Bonne del comune di Valgrisenche. Giunti sul lato del lago artificiale di Beauregard (1.770 m), la salita inizia all'altezza di 1.810 m. Percorrendo una strada sterrata si arriva all'alpeggio dell'Arp Vieille (2.200 m). Successivamente si passa in fianco al ex ricovero militare Capitano Crova (2430 m) al Plan du Brei ed infine si arriva alla balconata dove sorge il rifugio.

## Ascensioni
- Testa del Rutor - 3.486 m

## Traversate
- Rifugio Albert Deffeyes - 2.494 m